# Feliks Słupski
Feliks Światopełk Słupski (ur. 1 maja 1868 w Skolimowie, zm. 22 marca 1950 w Warszawie) – polski malarz, portrecista, przedstawiciel realizmu, pedagog. Pochowany na Cmentarzu Powązkowskim.
Tworzył w Warszawie w pierwszym trzydziestoleciu XX wieku.

## Życiorys

### Młodość
Syn Franciszka Świętopełka-Słupskiego i Anny z Biesiekierskich, brat Zygmunta. W latach 1885–1989 kształcił się pod kierunkiem Wojciecha Gersona, prywatnie oraz w prowadzonej przez niego warszawskiej Klasie Rysunkowej przy Szkole Sztuk Pięknych w Warszawie. W roku 1888 uzyskał stypendium Towarzystwa Zachęty Sztuk Pięknych im. Mikołaja Kopernika z fundacji Jana Matejki. Dwa lata później przeniósł się do Monachium, gdzie uczył się w Königliche Kunstgewerbeschule München. Od roku 1891 do 1897 przebywał w Paryżu, gdzie studiował w Académie Julian. Uczył się u malarzy takich jak Wojciech Gerson, Jules Joseph Lefebvre, Jean-Paul Laurens, Tony Robert Fleury czy Jean-Joseph Benjamin Constant.

### Życie zawodowe
W roku 1904, wraz z żoną, malarką, Marią z Zarembów, założył w Warszawie prywatną szkołę rysunku (Szkoła Malarstwa Feliksa i Marii Słupskich przy ul. Wilczej). Równocześnie pracował jako nauczyciel rysunków w Szkole Handlowej Zgromadzenia Kupców m. Warszawy oraz w latach 1912–1914 w Seminarium Nauczycielskim na Ursynowie, gdzie zajmował się rysunkiem i malarstwem. W okresie 1921–1935 piastował stanowisko dyrektora i wykładowcy w Szkole Sztuk Pięknych im. Wojciecha Gersona w Warszawie. W latach 1923–1939 uczył rysunku w Akademii Stomatologicznej.
Słupski był członkiem rzeczywistym Towarzystwa Zachęty Sztuk Pięknych (TZSP). W roku 1927 został członkiem jury salonu, a w 1929 uzyskał dyplom honorowy oraz prawo hors concours, które upoważniało go do wystawienia dzieł w salonach warszawskich bez konieczności wcześniejszego przedstawiania ich do oceny komisji kwalifikacyjnej.
Był autorem wielu recenzji i artykułów, oraz książki O nauczaniu sztuk plastycznych uwag kilka, w której zawarł swój program nauczania, propagujący tradycyjne metody (m.in. kopiowanie gipsowych figur w pracowni). Wielokrotnie wygłaszał wykłady i odczyty dotyczące sztuk plastycznych.

## Twórczość
Specjalizował się w malarstwie sztalugowym, malował portrety, pejzaże, martwe natury, kompozycje kwiatowe, miniatury portretowe na kości słoniowej. Korzystał najchętniej z techniki olejnej i akwarelowej. Malował też obrazy o charakterze rodzajowym (znane jedynie z tytułów): Rozbawiona, W pracowni, Zaraz pójdzie na pokutę, Na poddaszu.
Prace Feliksa Słupskiego pokazywane były między innymi w Paryżu, na salonach Warszawy (wystawa 100 lat malarstwa polskiego w Pałacu w Łazienkach w 1919, wystawy i salony TZSP w l.1918–1939, Salonie Zachęty w r. 1925/6), Krakowa (wystawy TPSP: Malarze warszawscy w 1936, wystawa bieżąca w 1937) i Poznania (wystawa TPSP –1937). Niektóre obrazy były reprodukowane w pismach: Świat (1913) i Tygodnik Ilustrowany (1914). Malarz nie doczekał się jednak ani za życia ani po śmierci dużej wystawy monograficznej.

Znakomita część jego obrazów zaginęła w czasie okupacji, jego pracownia przy ul. Pięknej w Warszawie została zbombardowana, a płótna znajdujące się w prywatnych kolekcjach częściowo rozkradzione. Kilka obrazów do dziś widnieje na liście strat wojennych. Część znajduje się w zbiorach oddziałów Muzeum Narodowego w Zachęcie i Nieborowie, pozostałe w kolekcjach prywatnych. 

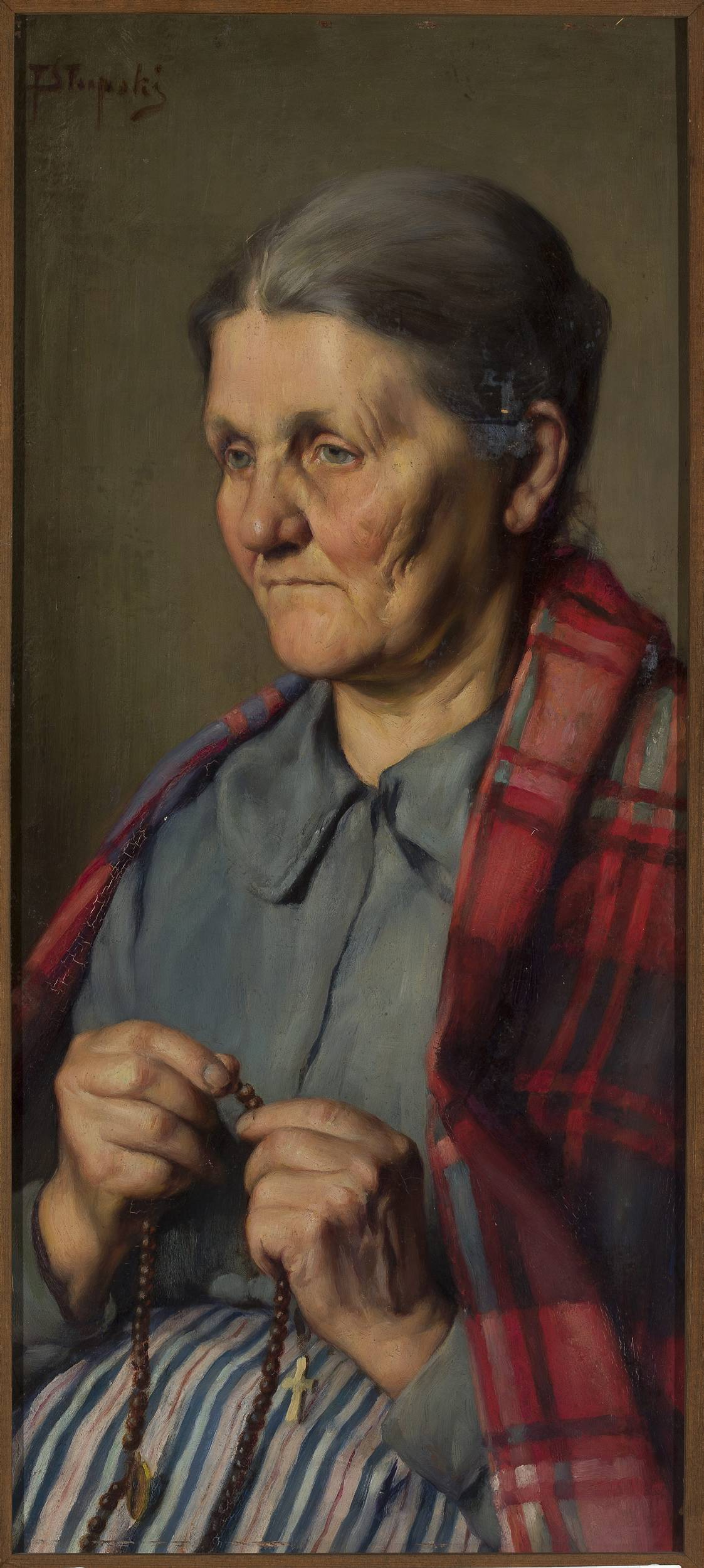
Jeden z najbardziej rozpoznawalnych obrazów Słupskiego: Stara kobieta z różańcem (1888)

### Wybrane obrazy
- Stara kobieta z różańcem (olej; 1888)[3]
- Portret Chopina (olej; Paryż, 1896)[3]
- Portret Gersona (olej; 1899)[3]
- Portret Michała Radziwiłła (olej; 1899)[3]
- Portret baronowej Unrug (olej; 1902)[3]
- Dziewczyna z profilu (1913)
- Portret Krysi (miniatura, gwasz na kości; 1914)[3]
- Portret Ani, córki artysty (miniatura, gwasz na kości; 1915)[3]
- Portret Legionisty polskiego (miniatura, gwasz na kości; 1916), niekiedy błędnie nazywany Autoportretem w mundurze Legionów Polskich[3]
- Główka chłopca (1917)
- Portret Kazimierza Kwiatkowskiego (ok. 1918)
- Portret Andrzeja Niemojewskiego (przed 1921)
- Portret gen. Józefa Hallera (1921)
- Portret arcybiskupa Edwarda Roppa (olej na płycie drewnianej; Salon 1930, Towarzystwo Zachęty Sztuk Pięknych, Warszawa, wystawiane również w Paryżu)[3][8]
- Droga na plażę Jastarnia (płótno?, olej; Salon 1930, Towarzystwo Zachęty Sztuk Pięknych, Warszawa)[8]
- Nasturcje (olej na płótnie; 1932)[3]
- Popiersie dziewczyny (1933)
- Martwa natura z imbrykiem (1938)
- Martwa natura z chińską wazą (1937)
- Martwa natura z imbrykiem (1938)

### Dzieła utracone
- Astry (płótno?, olej; Salon 1926, Towarzystwo Zachęty Sztuk Pięknych, Warszawa)[9]
- Autoportret (płótno?, olej)
- Chryzantemy (płótno?, olej; Salon 1927, Towarzystwo Zachęty Sztuk Pięknych, Warszawa)[10]
- Cisza (płótno?, olej; Salon 1925, Towarzystwo Zachęty Sztuk Pięknych, Warszawa)[11]
- Dogaressa (płótno?, olej; Salon 1926, Towarzystwo Zachęty Sztuk Pięknych, Warszawa)[9]
- Dziewczynka (płótno?, olej; Salon 1927, Towarzystwo Zachęty Sztuk Pięknych, Warszawa)[10]
- Kącik w parku (płótno?, olej; Salon 1931, Towarzystwo Zachęty Sztuk Pięknych, Warszawa)[12]
- Panna z różą (płótno?, olej; Salon 1927, Towarzystwo Zachęty Sztuk Pięknych, Warszawa)[10]
- Portret dr-owej N (płótno?, olej; Salon 1929, Towarzystwo Zachęty Sztuk Pięknych, Warszawa)[13]
- Portret jenerała Z.W. (płótno?, olej; Salon 1926, Towarzystwo Zachęty Sztuk Pięknych, Warszawa)[9]
- Portret pana O. (papier, rysunek ołówkiem)
- Rekonwalescentka (płótno?, olej; Salon 1931, Towarzystwo Zachęty Sztuk Pięknych, Warszawa)[12]
- Sieroca dola (płótno?, olej; Salon 1925, Towarzystwo Zachęty Sztuk Pięknych, Warszawa)[11]
- Sosny na helu (płótno?, olej; Salon 1929, Towarzystwo Zachęty Sztuk Pięknych, Warszawa)[13]
- Waza chińska (płótno?, olej; 1937, Kraków)
- Wesoła kumoszka (płótno?, olej; 1937, Kraków)